# Monorygma hyperapolytica
Monorygma hyperapolytica är en plattmaskart som först beskrevs av Obersteiner 1914.  Monorygma hyperapolytica ingår i släktet Monorygma och familjen Phyllobothriidae. Inga underarter finns listade i Catalogue of Life.